# Megalopta centralis
Megalopta centralis är en biart som beskrevs av Heinrich Friese 1926. Megalopta centralis ingår i släktet Megalopta och familjen vägbin. Inga underarter finns listade i Catalogue of Life.